# Цариградски сабор (1756)
Цариградски сабор 1755-1756 је помесни сабор православне цркве, који је прогласио неважећим све Свете тајне ван православне цркве, а такође је осудио католичку праксу крштења и одлучио да прихвати католике и протестанте који се обраћају православљу кроз крштење.

## Традиција примања обреда за неправославне
Велики раскол 1054. године и протестантска реформација захтевали су формулисање односа Православне цркве према католичанству и протестантизму. О питању које се поставило о пракси прихватања католика у окриље православне цркве било је различитих мишљења (покајањем, миропомазањем, крштењем). Цариградски помесни сабор 1484. је решио ово питање тако што је донео одлуку о прихватању католика путем конфирмације. Оваква пракса примања обреда се усталила у Православној Цркви. Тако је антиохијски патријарх Макарије III, бранећи гледиште о недопустивости поновног покрштавања Латина, 1657. године писао: „ми признајемо њихово свештенство и никада нисмо поново замолили латинске свештенике када су прешли у православље, а морамо препознати и крштење. Они су само расколници, а раскол не чини човека неверним и некрштеним, већ само ствара изопштеног из Цркве.”. Недопустивост поновног крштења неправославних (па и протестаната) бранио је цариградски патријарх Јеремија III. Недопустивост поновног крштења јеретика помиње се и у „Поруци патријараха Источне католичке цркве о православној вери“ од 1723. године (Цариградски патријарси Јеремија III, Антиохијски Атанасије III и Јерусалимски Хрисант): на тај начин, сматрамо да је то учење крајње лажно и нечисто, као да се ради о несавршеној вери, нарушава се целовитост и савршенство сакрамента. Јер јеретици, које Црква прихвата када се одрекну своје јереси и придруже Васељенској Цркви, примили су савршено крштење, иако су имали несавршену веру. И када коначно стекну савршену веру, не бивају поново крштени“.
У 17. веку се међу православним становништвом Османског царства интензивира католички прозелитизам, а 1729. године Римска конгрегација за ширење вере забранила је свако учешће у католичким сакраментима хришћана који нису у заједници са Римом, чиме је заправо доведена у питање законитост слављења Светих Тајни „шизматика и јеретика“, а сходно томе и целокупног црквеног живота Православне Цркве.

## Позадина сабора
Цариградски патријарх Кирил V, који је био антилатински, инсистирао је на пријему бивших католика у православну цркву, супротно црквеном предању, искључиво крштењем. У јуну 1751. године, због свог става по питању поновног крштења католика, патријарх је свргнут од стране митрополита и отишао је у прогонство на острво Халки. Нови Патријарх Пајсије II и Свети Синод Цариградске патријаршије осудили су мишљење Кирила и извесног монаха Авксентија, који су бранили бившег патријарха и његове ставове. Османске власти су ухапсиле Авксентија, што је изазвало немир међу његовим следбеницима. Народни немири натерали су османске власти да Кирила V врате из избеглиштва и врате га на патријаршијски трон. Тако је 1752. године патријарх Пајсије, који се придржавао традиционалне праксе прихватања католика путем конфирмације, уклоњен под притиском верника, а на патријаршијски престо се вратио Кирил V. Године 1755. Кирило V је издао поруку у којој је одбацио законитост. крштења католика и Јермена, док је 18 епископа Синода, на челу са митрополитом Кизијским Ананијом, издало декрет против ове поруке, где су одбацили ставове патријарха. Епископи који су потписали указ против патријарха уклоњени су из Цариграда, а порука Кирила V прочитана је у свим црквама.
Тако се 1755. године у Цариградској цркви посебно заоштрио спор око прихватања хетеродоксних обреда између патријарха Кирила V и проповедника Авксентија Ђакона, с једне стране, и бившег патријарха Пајсија II и митрополита Калиника, с друге стране. Конфронтација између патријарха Кирила V и прокатоличких архијереја Цариградске цркве приморала је ове последње да се обрате за подршку Александријском и Јерусалимском патријарсима.
Епископ Сергије (Серафимов) је сматрао главним разлозима Сабора 1756. „тежак положај у којем се налазила Грчка црква средином 18. века“, као и „римску пропаганду и посебно језуита, који су , да би постигли свој циљ, ширили римокатоличко учење међу православнима, дозвољавали су себи сва могућа средства“.
Српски православни канониста епископ Никодим Милаш главним разлогом саборских одлука назива ванредне околности православно-католичких односа у 18. веку и одговор Грчке цркве на агресивну латинску пропаганду.
Одлуке Савета и последице
Саборски оци су осудили праксу католичког крштења, дефиниције Сабора су гласиле:
„Од пре три године поставља се питање да ли треба признати крштење јеретика који нам се обраћају, јер се ово крштење врши супротно предању Св. апостола и светитеља отаца, а такође противно обичајима и уредбама Васељенске и апостолске Цркве, онда... све што чине јеретици, а не чини се како заповедају Дух Свети и Апостоли, и како се чини, сматрамо да буде противно целокупном апостолском предању и као дело покварених људи сада у Цркви Христовој, општим указом одбацујемо свако јеретичко крштење, и стога прихватамо све јеретике који нам се обраћају као неосвећене и некрштене, и тиме ми следите пре свега Господа нашег Исуса Христа, који је заповедио својим апостолима да крштавају у име Оца и Сина и Светога Духа; даље следимо свете божанске апостоле, који су установили троструко погружење уз изговарање по једног лица Свете Тројице на сваком од њих... најзад, следимо други и пети-шести васељенски сабори, који прописују да сви који пређу у Православље које није крштено троструким погружењем сматра се некрштеним, при чему би се сваком призивало име једне од Божанских Ипостаси, а крштени на неки други начин. Држећи се ових светих и божанских установа, сматрамо јеретичко крштење достојним осуде и одвратним, јер не одговара, већ противречи апостолској божанској установи, и није ништа друго него бескорисно, по речи св. Амвросија и св. Атанасије Велики, умивање катихумена не освећује и не чисти од греха; Зато све некрштене јеретике примамо од јеретика, када пређу у православље, као некрштене и, без икаквог стида, крштавамо их по апостолским и саборним правилима“.
Орос Сабора потписали су патријарси Цариградски Кирил V, Александријски Матеј Псалт и Јерусалимски Партеније У саборској резолуцији се не помиње Римокатоличка црква, али су саборске одлуке биле усмерене пре свега против католика[. После усвајања ороса католици и протестанти су почели да се поново крштавају у грчким црквама, а представници нехалкидонске и предефеске цркве који су прешли у православље примани су без поновног крштења. Упркос овој одлуци сабора, Руска православна црква је наставила да прима преобраћенике из редова бивших католика и унијата кроз сакрамент покајања.

## Значење и оцене
Према истраживачима, одлука грчких цркава у вези са хетеродоксним крштењем била је мотивисана, пре свега, не еклисиолошким разлозима, већ жељом да се обузда мисионарска делатност језуита на острвима грчког архипелага. Одлука о поновном крштењу католика била је последица агресивног католичког прозелитизма распоређеног у православној средини и стварања гркокатоличких цркава, које су постигле одређени успех у источној Европи и на Блиском истоку. У помесним православним црквама грчког говорног подручја пракса поновног крштења католика трајала је до краја 19. века.